# Богданов, Николай Кузьмич
Николай Кузьмич Богданов (1907—1972) — советский деятель госбезопасности, генерал-лейтенант, заместитель министра внутренних дел СССР, депутат Верховного Совета СССР.

## Биография
Родился в 1907 году в городе Череповце Новгородской губернии. Трудовую деятельность начал в 1924 году, служил чертёжником, был на административной, комсомольской и партийной работе.
В 1929 году на службе в ОГПУ, работал помощником уполномоченного по Мяксинскому району Череповецкого окружного отдела ОГПУ, затем с 1932 года начальник Устюженского райотделения ОГПУ, с 1935 года начальник Лужского райотделения УНКВД Ленинградской области. С 1938 года назначен начальником Красногвардейского райотдела УНКВД по Ленинграду.
С 1940 года назначен заместителем наркома внутренних дел Казахской ССР, с 1943 года народным комиссаром внутренних дел Казахской ССР. С 1946 года назначен начальником Главного управления шоссейных дорог МВД СССР.
С 1948 года назначен заместителем министра внутренних дел СССР, одновременно занимая должность начальника УМВД СССР Московской области. С 1953 года возглавил УМВД СССР Ленинградской области.
5 мая 1955 года назначен заместителем министра внутренних дел РСФСР. В 1959 году решением ЦК КПСС, Богданов был уволен из органов МВД за «нарушение социалистической законности». В том же году Комитетом партийного контроля при ЦК КПСС был исключён из партии. В 1960 году был восстановлен в партии.
После опалы работал в строительно-монтажном тресте Министерства общего машиностроения СССР. Умер 23 ноября 1972 года в Москве.

## Награды
- Два ордена Ленина;
- Два ордена Красного Знамени;
- Орден Трудового Красного Знамени;
- Два ордена Отечественной войны 1-й и 2-й степени;
- Орден Красной Звезды;

Ведомственные знаки отличия:
- Знак Заслуженный работник НКВД СССР